# 左军 (1957年)
左军（1957年11月—），汉族，河南淅川人，中华人民共和国政治人物。毕业于西安外国语学院英语专业。

## 生平
1976年8月参加工作。1985年3月加入中国共产党。1998年6月，任宁夏自治区外事办公室主任、党组书记；2004年12月，任宁夏自治区政府副秘书长、办公厅主任；2006年6月，任宁夏自治区政府副秘书长、办公厅主任兼政府参事室主任；2007年9月，任宁夏回族自治区政府秘书长、区政府办公厅党组书记兼政府参事室主任；
2013年1月，任宁夏自治区政协副主席；2013年7月，任宁夏自治区政协副主席、总工会主席。
2016年1月15日，当选宁夏自治区第十一届人大常委会副主任。2018年10月25日，中华全国总工会第十七届执行委员会召开第一次全体会议，选举全总十七届执委会主席、副主席和主席团委员，他当选为全总主席团委员。